# Calto
Calto ist eine italienische Gemeinde (comune) mit 683 Einwohnern (Stand 31. Dezember 2023) in der Provinz Rovigo, Region Venetien.
Sie bedeckt eine Fläche von 10 km².